# Matt Gerald
Matt Gerald est un acteur américain né le 2 mai 1970 à Miami en Floride.

## Filmographie

### Cinéma
- 2003 : Magnolia : Officier #2
- 2003 : Tigerland : Sergent Eveland
- 2003 : Terminator 3 : Le Soulèvement des machines : SWAT Team Leader
- 2003 : S.W.A.T. unité d'élite : Nick
- 2005 : In the Mix : Jackie
- 2005 : xXx2 : The Next Level : Liebo
- 2008 : Choke : Vincent Lafoon
- 2009 : Elektra Luxx : Ortiz
- 2009 : Avatar : Caporal Lyle Wainfleet
- 2010 : Faster : Gary Cullen, le frère du Conducteur
- 2012 : L'Aube rouge : Hodges
- 2013 : Évasion (Escape Plan) : Roag
- 2013 : G.I. Joe : Conspiration : Zandar
- 2013 : Suspect : Ed Stauber
- 2015 : San Andreas de Brad Peyton
- 2015 : Prémonitions (Solace) d'Afonso Poyart : Sloman
- 2017 : L'Exécuteur (Shot Caller) de Ric Roman Waugh : Phil Cole
- 2018 : Rampage - Hors de contrôle (Rampage) de Brad Peyton : Zammit
- 2022 : Avatar : La Voie de l'eau : Caporal Lyle Wainfleet
- 2024 : Cash Out de Randall Emmett

### Télévision
- 2004 : The Shield : Agent Tommy Hisk
- 2007 : Les Experts (Saison 8 - Épisode 5) : Vincent Lafoon
- 2008 : FBI : Portés disparus (Saison 7 - Épisode 3) : Roger Graham
- 2008 : The Unit : Commando d'élite (Saison 2 - Épisodes 2,3 / Saison 4 - Épîsode 10) : Roger Graham
- 2009 : Lie to Me (Saison 2 - Épisode 6) : Marshal Johnson
- 2010 : NCIS : Los Angeles (Saison 1 - Épisode 19) : Victor Janklow
- 2012 : Grimm (Saison 2 - Épisode 6) : Arbok
- 2012 : Dexter[1] : Ray Speltzer (Saison 7 - Épisodes 3,4)
- 2015 : Daredevil (série télévisée) (Saison 1 - Épisodes 8, 11, 13) : Melvin Potter / Le Gladiateur
- 2020 : Lucifer (série télévisée) (saison 5 - Épisode 5) : Hank

### Court-métrage
- 2014 : All Hail the King (en) : Dave